# South Woodbridge
South Woodbridge es un lugar designado por el censo ubicado en el condado de San Joaquín en el estado estadounidense de California. En el año 2000 tenía una población de 2,825 habitantes y una densidad poblacional de 2,963.4 personas por km².

## Geografía
South Woodbridge se encuentra ubicada en las coordenadas 38°9′15″N 121°18′22″O / 38.15417, -121.30611. Según la Oficina del Censo, la ciudad tiene un área total de 1 km² (0,4 mi²), de la cual 1 km² (0,4 mi²) es tierra y 0 km² (0 mi²) (0%) es agua.

## Demografía
Según la Oficina del Censo en 2000 los ingresos medios por hogar en la localidad eran de $48,476, y los ingresos medios por familia eran $51,810. Los hombres tenían unos ingresos medios de $40,427 frente a los $31,354 para las mujeres. La renta per cápita para la localidad era de $19,067. Alrededor del 7.1% de la población estaban por debajo del umbral de pobreza.